# 詹姆斯·内斯比特
詹姆斯·内斯比特，OBE（英語：James Nesbitt，1965年1月15日—）是一位英国演员，出生于北爱尔兰巴利米纳。曾在阿尔斯特大学学习法语，后转到中央演讲和戏剧学院学习，1987年毕业。曾在多部影视剧中担当角色，包括在《哈比人電影系列》（2012-2014年）中飾演矮人波佛。

## 個人生活
詹姆斯·内斯比特和女演員桑妮雅·福布斯-亞當（Sonia Forbes-Adam）結婚，共育有兩名女兒：佩姬·和瑪麗·內斯比特（她們也在哈比人電影中飾演巴德的女兒）。
在2013年拍完哈比人電影後，奈斯比特便和妻子分居。